# Zythogala
Le zythogala ou zythogale (du grec ancien zytho-  ζύθος « bière », et -gale γάλα « lait » ), est une boisson à base de bière mêlée à du lait que l'on buvait essentiellement durant l'époque de la Grèce antique. 

## Réalisation
La bière était, dans la Grèce antique et dans l’Empire romain, la boisson du pauvre, tout comme le lait ; seul le vin étant prisé par les puissants. À cette même époque les stocks de lait étaient fort importants et, voyant qu'ils s'accumulaient,[réf. souhaitée] un brasseur eut l’idée de remplacer l’eau utilisée dans le brassage de la bière par du lait.
Le recours à de nouveaux ingrédients suppose de trouver un nouveau point d’équilibre lors du brassage. En effet, le lait bout à une température plus élevée (moins vite) que l’eau, ce qui complique d’autant le processus de fermentation. La solution trouvée est la chauffe du lait par de l’air au lieu du feu.

## Note
C'est également le nom d'un traité d'Hippocrate sur les vertus de la bière.
Une variante médiévale du zythogala était le posset (en) britannique, boisson faite de lait chaud caillé avec de la bière ou du vin, et souvent agrémentée d'épices et d'un ingrédient sucré. Un entremets dérivé de cette boisson est toujours consommé au Royaume-Uni sous les noms de posset ou syllabub.